# Абаде-Ташк
Абаде-Ташк , або Абаді-Тошк , абоАбаде́-йе-Ташк, або Абаде́-і-Ташк, або Ташк (перс. آباده طشک) — невелике місто на півдні Ірану, у провінції Фарс. Входить до складу шахрестану Нейріз. За даними перепису, на 2006 рік населення становило 6 213 осіб.

## Географія
Місто розташоване в східній частині Фарсу, у гірській місцевості південно-східного Загросу, на висоті 1595 метрів над рівнем моря.
Абаде-Ташк розташоване на відстані приблизно 115 кілометрів на схід-північний схід (ENE) від Шираза, адміністративного центру провінції і на відстані 680 кілометрів на південний південний схід (SSE) від Тегерану, столиці країни.